# Obraz Matki Bożej Licheńskiej

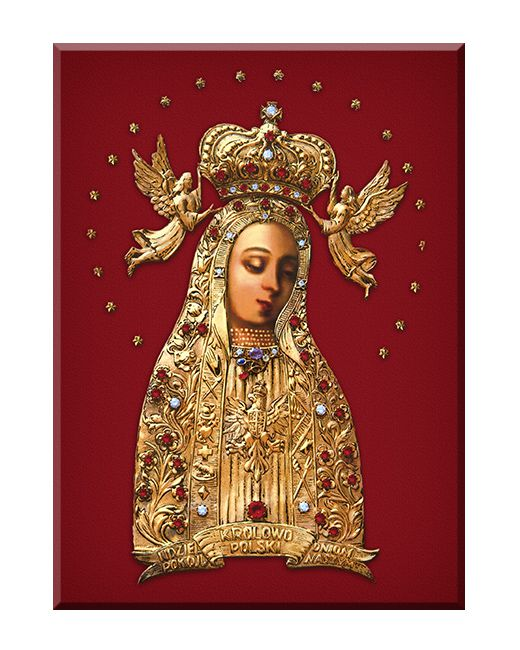

Obraz Matki Bożej Licheńskiej, Bolesna Królowa Polski – znajdujący się w bazylice Matki Bożej Bolesnej w Licheniu wizerunek, przedstawiający Matkę Boską, powstały w drugiej połowie XVIII wieku, otoczony szczególnym kultem wśród wiernych Kościoła rzymskokatolickiego, uważany przez nich za cudowny.

## Wygląd obrazu
Obraz jest olejną kopią wizerunku Matki Bożej Rokitniańskiej, namalowaną  na modrzewiowej desce powleczonej kredą o wymiarach 15,5 × 9,5 cm. Ukazuje górną część postaci Maryi, z głową zwróconą na lewo, jednocześnie pochyloną ku dołowi. Głowa Postaci okryta jest spływającą na ramiona szatą, błyszczącą złotem, ozdobioną ornamentami roślinno-kwiatowymi i wysadzaną rozetami z kamieni jubilerskich. Po obu stronach brzegi szaty zostały przyozdobione symbolami Męki Pańskiej. Po prawej stronie znajdują się: gwoździe, ciernie, krzyż, włócznia, gąbka, naczynie do umycia rąk, ręka, bicze, kości do gry, baranek paschalny. Po lewej stronie widnieje: podobizna na chuście Weroniki, kogut, drabina i kielich. Szyję Maryi zdobi pięć sznurów pereł. Na piersiach znajduje się orzeł w koronie, ze znakiem, lub kamieniem. Nad głową Maryi dwaj zwróceni ku sobie aniołowie, podtrzymujący złotą koronę oprawną w klejnoty, a nad nią kula z ozdobnym krzyżem. Ten motyw, jak i płaszczyzna obrazu jest koloru ciemnozielonego. Współcześnie właściwy blat obrazu jest wpuszczony w otwór wyżłobiony w większej desce posiadającej wymiary 16 × 25 cm, przez co powiększono pierwotne wymiary obrazu. Cała postać Maryi została osłonięta purpurą (inaczej niż to było na początku), spoza której widoczna jest jedynie twarz Maryi. Wizerunek przyozdobiony jest złotą sukienką, dwiema koronami, dwoma aniołami oraz dwudziestoma gwiazdkami. Pod postacią Madonny widnieje wstęga z napisem: Królowo Polski, udziel pokoju dniom naszym!

## Historia obrazu

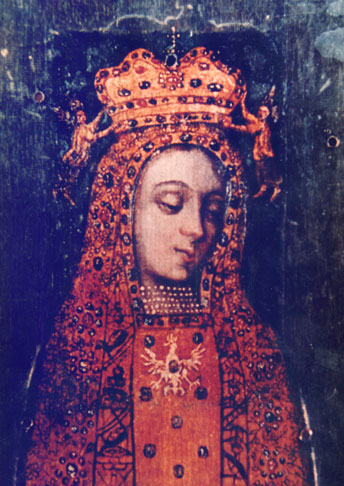
Obraz Matki Boskiej Licheńskiej bez korony i sukienki

### Legenda powstania Cudownego Obrazu
Jak mówi przekaz, polskiemu żołnierzowi – Tomaszowi Kłossowskiemu, rannemu w bitwie narodów (bitwie pod Lipskiem) w 1813, miała ukazać się Maryja. Uratowała go od niechybnej śmierci i poleciła odszukać taki wizerunek, który dokładnie ją odzwierciedla. Po powrocie na ojczystą ziemię Kłossowski odnalazł taki obraz i wystawił w lesie grąblińskim. Według przekazów ustnych modlącemu się przy nim pasterzowi Mikołajowi Sikatce w 1850 kilka razy miała ukazać się Matka Boża. Wzywała do pokuty i prosiła o modlitwę. Przepowiedziała wojny oraz epidemię cholery, ale dała też nadzieję. Podczas zarazy cholery w 1852 obraz zasłynął z cudów.

### Rozwój kultu
29 września 1852 obraz przeniesiono do kościoła parafialnego w Licheniu. 15 sierpnia 1967 przedstawiciele Episkopatu Polski, pod przewodnictwem ks. kardynała Stefana Wyszyńskiego, uroczyście koronowali obraz koroną papieską.
W 1994 rozpoczęła się budowa świątyni, będącej zarazem wotum jubileuszowym Kościoła katolickiego w Polsce i nowym sanktuarium Matki Bożej Bolesnej. 2 lipca 2006 do bazyliki wprowadzono obraz Bolesnej Królowej Polski i umieszczono go w głównym ołtarzu. Wspomnienie liturgiczne NMP Licheńskiej, Bolesnej Królowej Polski obchodzone jest 2 lipca.